# Nel Hedye Beltrán Santamaria
Nel Hedye Beltrán Santamaria (* 24. Dezember 1941 in San Andrés; † 12. August 2025) war ein kolumbianischer Geistlicher und römisch-katholischer Bischof von Sincelejo.

## Leben
Nel Hedye Beltrán Santamaria empfing am 29. Juni 1964 das Sakrament der Priesterweihe für das Bistum Barrancabermeja.
Am 29. April 1992 ernannte ihn Papst Johannes Paul II. zum Bischof von Sincelejo. Der Apostolische Nuntius in Kolumbien, Erzbischof Paolo Romeo, spendete ihm am 6. Juni desselben Jahres in der Kathedrale von Barrancabermeja die Bischofsweihe; Mitkonsekratoren waren der Erzbischof von Cali, Pedro Rubiano Sáenz, und der Bischof von Barrancabermeja, Juan Francisco Sarasti Jaramillo CIM.
In den 1990er Jahren nahm Beltrán an den Friedensgesprächen zwischen der kolumbianischen Regierung und dem Koordinationskomitee der Guerilla von Simón Bolívar teil, in dem die Guerillas der FARC, der Nationalen Befreiungsarmee (ELN) und der Volksbefreiungsarmee (EPL) vertreten waren, und fungierte bei anderen Verhandlungen als Abgesandter der katholischen Kirche. Als Bischof von Sincelejo, der Hauptstadt des karibischen Departements Sucre, förderte er auch die Friedensgespräche in der Region Montes de María, die von der Guerilla und den Paramilitärs heftig umkämpft war und in der er Präsident der Stiftung Netzwerk für Entwicklung und Frieden war. 2011 wurde er mit dem Nationalen Friedenspreis Kolumbiens ausgezeichnet.
Am 15. März 2014 nahm Papst Franziskus das von Nel Hedye Beltrán Santamaria aus Krankheitsgründen vorgebrachte Rücktrittsgesuch an. Er starb am 12. August 2025 im Alter von 84 Jahren.